# 장치공업
장치공업(裝置工業)은 거대한 설비나 장치를 필요로 하는 공업을 가리키는 단어이다. 석유 정제, 석유화학 등 화학공업, 철강업 들은 거대한 설비나 장치가 없으면 현대 산업에 있어서는 존재할 수가 없다. 이것들은 거대한 설비 장치를 함으로써 공정을 단순화하고 노무비의 감소를 꾀하여 대규모화로 단위당 단가를 인하할 수 있도록 규모경제를 목표로 하고 있다.